# Marie Scotelvoets
Marie Scotelvoets est une religieuse cistercienne qui fut la 13e abbesse de l'abbaye de la Cambre.